# Maxillicosta reticulata
Maxillicosta reticulata is een straalvinnige vissensoort uit de familie van schorpioenvissen (Neosebastidae). De wetenschappelijke naam van de soort is voor het eerst geldig gepubliceerd in 1961 door de Buen.